# Vlag van Vleuten-De Meern

Vlag van de gemeente Vleuten-De Meern (1961-2001)

De vlag van Vleuten-De Meern is op 28 april 1961 bij raadsbesluit vastgesteld als de gemeentevlag van de Utrechtse gemeente Vleuten-De Meern. De vlag kan als volgt worden beschreven:
Een gele vlag, waarvan de lengte staat tot de breedte als 3:2, in het midden beladen met een blauwe horizontale baan ter breedte van ¼ van de vlaghoogte. Over alles heen op ¼ van de lengte van de vlag, gemeten vanaf de broekzijde, een halve leeuw van rood, getongd en genageld van blauw.
De kleuren van de vlag zijn ontleend aan het eerste kwartier van het gemeentewapen. De blauwe baan verbeeldt de Leidse Rijn, die door de gemeente liep en die de voorgangers van de gemeente scheidde. Op deze manier werd de verbondenheid van alle voorgaande gemeenten uitgebeeld. Het ontwerp is van J.M. Goes.
Op 1 januari 2001 is Vleuten-De Meern opgegaan in de gemeente Utrecht. De vlag is daardoor als gemeentevlag komen te vervallen.

## Verwante afbeelding

Het wapen van Vleuten-De Meern

Amerongen 
· Benschop 
· Breukelen 
· Doorn 
· Driebergen-Rijsenburg 
· Harmelen 
· Jutphaas 
· Kamerik 
· Kockengen 
· Leersum 
· Linschoten 
· Loenen 
· Loosdrecht 
· Maarn 
· Maarssen 
· Maartensdijk 
· Mijdrecht 
· Polsbroek 
· Snelrewaard 
· Stoutenburg 
· Vianen 
· Vinkeveen en Waverveen 
· Vleuten-De Meern 
· Vreeswijk 
· Wilnis 
· Zegveld 
· Zuilen